# Mistrzostwa Świata w Piłce Nożnej 2010 (eliminacje strefy UEFA)/Grupa 6
W Grupie 6 eliminacji do MŚ 2010 brały udział następujące zespoły:
- Anglia
- Chorwacja
- Ukraina
- Białoruś
- Kazachstan
- Andora

## Tabela
| Miejsce | Drużyna    | Mecze | Punkty | Zwyc. | Rem. | Por. | Bramki |
| ------- | ---------- | ----- | ------ | ----- | ---- | ---- | ------ |
| 1       | Anglia     | 10    | 27     | 9     | 0    | 1    | 34-6   |
| 2       | Ukraina    | 10    | 21     | 6     | 3    | 1    | 21-6   |
| 3       | Chorwacja  | 10    | 20     | 6     | 2    | 2    | 19-13  |
| 4       | Białoruś   | 10    | 13     | 4     | 1    | 5    | 19-14  |
| 5       | Kazachstan | 10    | 6      | 2     | 0    | 8    | 11-29  |
| 6       | Andora     | 10    | 0      | 0     | 0    | 10   | 3-39   |

|            | Andora | Białoruś | Chorwacja | Anglia | Kazachstan | Ukraina |
| ---------- | ------ | -------- | --------- | ------ | ---------- | ------- |
| Andora     | X      | 1:3      | 0:2       | 0:2    | 1:3        | 0:6     |
| Białoruś   | 5:1    | X        | 1:3       | 1:3    | 4:0        | 0:0     |
| Chorwacja  | 4:0    | 1:0      | X         | 1:4    | 3:0        | 2:2     |
| Anglia     | 6:0    | 3:0      | 5:1       | X      | 5:1        | 2:1     |
| Kazachstan | 3:0    | 1:5      | 1:2       | 0:4    | X          | 1:3     |
| Ukraina    | 5:0    | 1:0      | 0:0       | 1:0    | 2:1        | X       |

## Wyniki
| 20 sierpnia 2008 19.00 CET | Kazachstan · Ostapienko 14' 30' · Uzdienow 45' | 3-0(3-0) | Andora | Stadion Centralny, Ałmaty · Widzów: 7 700 · Sędzia: Banari ( Mołdawia) |
|                            |                                                |          |        |                                                                        |

| 6 września 2008 19.00 CET | Ukraina · Szewczenko 90' (k) | 1-0(0-0) | Białoruś | Stadion Ukraina we Lwowie, Lwów · Widzów: 24 000 · Sędzia: Nicola Rizzoli ( Włochy) |
|                           |                              |          |          |                                                                                     |

| 6 września 2008 20.00 CET | Andora | 0-2(0-0) | Anglia · Cole 49' 55' | Estadi Olímpic Lluís Companys, Barcelona · Widzów: 10 300 · Sędzia: Cüneyt Çakır ( Turcja) |
|                           |        |          |                       |                                                                                            |

| 6 września 2008 21.30 CET | Chorwacja · Kovač 13' · Modrić 36' · Petrić 79' | 3-0(2-0) | Kazachstan | Maksimir, Zagrzeb · Widzów: 17 424 · Sędzia: Stefan Johannesson ( Szwecja) |
|                           |                                                 |          |            |                                                                            |

| 10 września 2008 19.00 CET | Andora · Pujol 66' | 1-3(0-1) | Białoruś · Wierchaucou 36' · Radziwonau 78' · W. Hleb 89' | Comunal de Aixovall, Andorra la Vella Widzów: 600 Sędzia: Simon Evans (Walia) |
|                            |                    |          |                                                           |                                                                               |

| 10 września 2008 19.00 CET | Kazachstan · Ostapienko 70' | 1-3(0-1) | Ukraina · Nazarenko 45' 80' · Szewczenko 53' | Stadion Centralny w Ałmaty, Ałmaty · Widzów: 17 000 · Sędzia: Felix Brych ( Niemcy) |
|                            |                             |          |                                              |                                                                                     |

| 10 września 2008 21.00 CET | Chorwacja · Mandžukić 77' | 1-4(0-1) | Anglia · Walcott 26' 59' 81' · Rooney 63' | Maksimir, Zagrzeb · Widzów: 35 218 · Sędzia: Ľuboš Micheľ ( Słowacja) |
|                            |                           |          |                                           |                                                                       |

| 11 października 2008 18.15 CET | Anglia · Ferdinand 52' · Kuczma 65' (og) · Rooney 77' 86' · Defoe 90' | 5–1(0-0)Raport | Kazachstan · Kukiejew 68' | Stadion Wembley, Londyn · Widzów: 89 107 · Sędzia: Paul Allaerts ( Belgia) |
|                                |                                                                       |                |                           |                                                                            |

| 11 października 2008 19.00 CET | Ukraina | 0–0(0-0) | Chorwacja | Metalist Stadion, Charków · Widzów: 38 500 · Sędzia: Eric Braamhaar ( Holandia) |
|                                |         |          |           |                                                                                 |

| 15 października 2008 20.15 CET | Chorwacja · Rakitić 16' 87' (k) · Olić 32' · Modrić 75' | 4-0(2-0) | Andora | Maksimir, Zagrzeb · Widzów: 14 441 · Sędzia: István Vad ( Węgry) |
|                                |                                                         |          |        |                                                                  |

| 15 października 2008 20.30 CET | Białoruś · Sitko 28' | 1-3(1-1) | Anglia · Gerrard 11' · Rooney 50' 74' | Stadion Dynama, Mińsk · Widzów: 29 600 · Sędzia: Terje Hauge ( Norwegia) |
|                                |                      |          |                                       |                                                                          |

| 1 kwietnia 2009 20.02 CET | Anglia · Crouch 29' · Terry 85' | 2-1(1-0) | Ukraina · Szewczenko 74' | Stadion Wembley, Londyn · Widzów: 87 548 · Sędzia: Claus Bo Larsen ( Dania) |
|                           |                                 |          |                          |                                                                             |

| 1 kwietnia 2009 20.30 CET | Andora | 0–2(0-2) | Chorwacja · Klasnić 15' · Eduardo 36' | Comunal de Aixovall, Andorra la Vella · Widzów: 1 100 · Sędzia: Leontios Trattou ( Cypr) |
|                           |        |          |                                       |                                                                                          |

| 1 kwietnia 2009 20.30 CET | Kazachstan · Abdulin 10' | 1-5(1-0) | Białoruś · A. Hleb 47' · Kałaczou 53' 63' · Stasiewicz 57' · Radziwonau 88' | Stadion Centralny, Ałmaty · Widzów: 19 000 · Sędzia: Jiří Jech ( Czechy) |
|                           |                          |          |                                                                             |                                                                          |

| 6 czerwca 2009 | Białoruś · Bliźniuk 2' 75' · Kałaczou 44' · Karnilenka 50' 65' | 5-1(2-0) | Andora · Lima 90+3' (k) | Stadion Neman, Grodno · Widzów: 8 500 · Sędzia: Robert Kranjc ( Słowenia) |
|                |                                                                |          |                         |                                                                           |

| 6 czerwca 2009 | Kazachstan | 0–4(0-2) | Anglia · Barry 40' · Heskey 45+1' · Rooney 72' · Lampard 77' (k) | Stadion Centralny, Ałmaty · Widzów: 24 000 · Sędzia: Kristinn Jakobsson ( Islandia) |
|                |            |          |                                                                  |                                                                                     |

| 6 czerwca 2009 | Chorwacja · Petrić 2' · Modrić 68' | 2–2(1-1) | Ukraina · Szewczenko 13' · Haj 54' | Maksimir, Zagrzeb · Widzów: 32 073 · Sędzia: Terje Hauge ( Norwegia) |
|                |                                    |          |                                    |                                                                      |

| 10 czerwca 2009 | Ukraina · Nazarenko 33' 47' | 2–1(1-1) | Kazachstan · Nuserbajew 19' | Stadion Dynamo im. W.Łobanowskiego, Kijów · Widzów: 11 500 · Sędzia: Bruno Paixão ( Portugalia) |
|                 |                             |          |                             |                                                                                                 |

| 10 czerwca 2009 | Anglia · Rooney 4' 38' · Lampard 29' · Defoe 73' 75' · Crouch 80' | 6–0(3-0) | Andora | Stadion Wembley, Londyn · Widzów: 57 897 · Sędzia: Bas Nijhuis ( Holandia) |
|                 |                                                                   |          |        |                                                                            |

| 12 sierpnia 2009 | Białoruś · Wierchaucou 81' | 1–3(0-1) | Chorwacja · Ivica Olić 22' 83' · Eduardo 69' | Stadion Dynama, Mińsk · Widzów: 21 651 · Sędzia: Felix Brych ( Niemcy) |
|                  |                            |          |                                              |                                                                        |

| 5 września 2009 | Chorwacja · Rakitić 24' | 1–0(1-0) | Białoruś | Maksimir, Zagrzeb · Widzów: 25 628 · Sędzia: Konrad Plautz ( Austria) |
|                 |                         |          |          |                                                                       |

| 5 września 2009 | Ukraina · Jarmołenko 18' · Miłewski 45+2' 90+1' (k) · Szewczenko 72' (k) · Sełezniow 90+5' (k) | 5–0(2-0) | Andora | Stadion Dynamo im. W.Łobanowskiego, Kijów · Widzów: 14 870 · Sędzia: Andrejs Sipailo ( Łotwa) |
|                 |                                                                                                |          |        |                                                                                               |

| 9 września 2009 20.00 CET | Andora · Sonejee 69' | 1–3(0-3) | Kazachstan · Chiżniczenko 14' 34' · Bałtijew 28' | Comunal de Aixovall, Andorra la Vella · Widzów: 510 · Sędzia: Albert Toussaint ( Luksemburg) |
|                           |                      |          |                                                  |                                                                                              |

| 9 września 2009 19.00 CET | Białoruś | 0-0(0-0) | Ukraina | Stadion Dynama, Mińsk · Widzów: 21 727 · Sędzia: Viktor Kassai ( Węgry) |
|                           |          |          |         |                                                                         |

| 9 września 2009 21.00 CET | Anglia · Lampard 7' 59' (k) · Gerrard 18' 66' · Rooney 77' | 5–1(2-0) | Chorwacja · Eduardo 72' | Stadion Wembley, Londyn · Widzów: 87 319 · Sędzia: Alberto Undiano Mallenco ( Hiszpania) |
|                           |                                                            |          |                         |                                                                                          |

| 10 października 2009 17.00 CET | Białoruś · Bardaczou 23' · Kałaczou 69' 90+3' · Kowiel 86' | 4-0(1-0) | Kazachstan | Stadion Dynama, Brześć · Widzów: 10 000 · Sędzia: Saïd Ennjimi ( Francja) |
|                                |                                                            |          |            |                                                                           |

| 10 października 2009 17.15 CET | Ukraina · Nazarenko 29' | 1-0(1-0) | Anglia | Dnipro Arena, Dniepropetrowsk · Widzów: 31 000 · Sędzia: Damir Skomina ( Słowenia) |
|                                |                         |          |        |                                                                                    |

| 14 października 2009 | Andora | 0-6(0-1) | Ukraina · Szewczenko 29' · Husiew 61' · Lima 70' (samobój.) · Rakycki 80' · Sełezniow 81' · Jarmołenko 83' | Comunal, Andora · Widzów: 1 000 · Sędzia: Craig Thomson ( Szkocja) |
|                      |        |          | |                                                                    |

| 14 października 2009 | Anglia · Crouch 4', 75' · S.Wright-Phillips 59' | 3-0(1-0) | Białoruś | Stadion Wembley, Londyn · Widzów: 76 897 · Sędzia: Lucilio Cardoso Cortez Batista ( Portugalia) |
|                      |                                                 |          |          |                                                                                                 |

| 14 października 2009 | Kazachstan · Chiżniczenko 26' | 1-2(1-1) | Chorwacja · Vukojević 10' · Kranjčar 90+3' | Astana Arena, Astana · Widzów: 6 000 · Sędzia: Claudio Circhetta ( Szwajcaria) |
|                      |                               |          |                                            |                                                                                |